# Татаупа сірогрудий
Татаупа сірогрудий (Crypturellus boucardi) — вид птахів родини тинамових (Tinamidae).

## Назва
Вид названо на честь французького орнітолога Адольфа Букара (1839—1905).

## Поширення
Цей вид мешкає вздовж узбережжя Мексиканської затоки від півдня Мексики на південь до півночі Коста-Рики. Зазвичай зустрічається в низинних вологих лісах у субтропічних і тропічних регіонах на висоті до 1800 м.

## Спосіб життя
Харчується переважно плодами, які збирає на землі та в низьких кущах. Він також харчується дрібними безхребетними, квітковими бруньками, молодим листям, насінням та корінням. Гніздо облаштовує на землі серед густої рослинності. Самці відповідають за інкубацію яєць, які можуть бути від кількох самиць. Також самці доглядають за пташенятами доки вони не стануть самостійними, зазвичай на 2-3 тижні.

## Підвиди
- C. b. boucardi (Sclater, 1859) — поширений уздовж низовин Мексиканської затоки та узбережжя Карибського басейну на південному сході Мексики, у Белізі, Гватемалі та на північному заході Гондурасу.
- C. b. costaricensis (Dwight & Griscom, 1924) — в Гондурасі, Нікарагуа та на півночі Коста-Рики.